# Mount Dewe
Mount Dewe ist ein 1080 m hoher Berg an der Orville-Küste des westantarktischen Ellsworthlands. Er ragt im südöstlichen Teil der Hauberg Mountains auf.
Der United States Geological Survey kartierte ihn anhand eigener Vermessungen und mittels Luftaufnahmen der United States Navy zwischen 1961 und 1967. Das Advisory Committee on Antarctic Names benannte den Berg 1968 nach Michael B. Dewe, Glaziologe auf der Byrd-Station von 1965 bis 1966.